# Babacoris
Babacoris is een geslacht van wantsen uit de familie van de Miridae (Blindwantsen). Het geslacht werd voor het eerst wetenschappelijk beschreven door Miyamoto in 1994.

## Soorten
Het genus bevat de volgende soorten:

- Babacoris laomontanus (Oh, Yasunaga & Lee, 2015)
- Babacoris striatus Miyamoto, 1994